# Беляев, Борис Афанасьевич
Борис Афанасьевич Беляев — российский учёный в области радиофизики и физики магнитных явлений, доктор технических наук, профессор, Заслуженный изобретатель Российской Федерации.

## Биография
Родился 11 августа 1950 г.
Окончил радиофизический факультет Томского государственного университета им. В. В. Куйбышева (1973).
С 1973 г. работает в Институте физики им. Л. В. Киренского СО АН СССР (РАН) (Красноярск): инженер, младший научный сотрудник (с 1980), заведующий сектором (с 1987), заведующий лабораторией электродинамики и сверхвысоких частот электроники (с 1991).
Заведующий филиалом кафедры радиотехнических устройств сверхвысоких частот Красноярского государственного технического университета.

## Научные интересы
- разработка и создание аппаратуры для физических экспериментов на СВЧ в метровом, дециметровом и сантиметровом диапазонах волн,
- исследование распространения электромагнитных волн в сложных микрополосковых структурах,
- конструирование высокочувствительных СВЧ датчиков физических величин: слабых магнитных полей, диэлектрической проницаемости материалов,
- разработка миниатюрных полосно-пропускающих, режекторных фильтров и других частотно-селективных СВЧ устройств на основе нерегулярных микрополосковых структур,
- исследование диэлектрических и магнитных материалов на СВЧ: тонких магнитных плёнок, жидких кристаллов, полимеров, керамик, жидкостей.

Кандидат (1984), доктор (1998) технических наук, профессор (2003). Диссертации:
- Термоэффекты в слоистой структуре полупроводник-магнитная плёнка при ферромагнитном резонансе : диссертация … кандидата физико-математических наук : 01.04.11. — Красноярск, 1983. — 77 с. : ил.
- Исследование микрополосковых структур и частотно-селективных устройств на их основе : диссертация … доктора технических наук в форме науч. докл. : 05.12.21. — Красноярск, 1997. — 59 с.; 20х15 см.

## Из библиографии
Автор свыше 200 научных трудов, получил более 60 авторских свидетельств СССР и патентов на изобретения. Соавтор учебных пособий:
- Электрофизические методы контроля слоистых структур : учеб. пособие для студентов и магистров вузов, обучающихся по специальности 200500-«Электрон. машиностроение» / Б. А. Беляев, Я. И. Бульбик; Краснояр. гос. техн. ун-т, Ин-т физики Сиб. отд-ния РАН, [Каф. ЮНЕСКО «Новые материалы и технологии» КГТУ]. — Красноярск : ИПЦ КГТУ, 2004 (ИПЦ КГТУ). — 193 с.; ISBN 5-7636-0616-7
- Диагностика тонкопленочных структур методом ферромагнитного резонанса : учеб. пос. / Б. А. Беляев [и др.] ; Минобрнауки РФ, Сибирский фед. ун-т, СО РАН, Ин-т физики им. Л. В. Киренского. — Красноярск : СФУ, 2011. — 102 с.; ISBN 978-5-7638-2076-8

## Почётные звания
- Заслуженный изобретатель Российской Федерации (2002).